# 简·西克史密斯
简·西克史密斯（英語：Jane Sixsmith，1967年9月5日—），英国女子曲棍球运动员。她曾代表英国参加1988年、1992年、1996年和2000年夏季奥林匹克运动会曲棍球比赛，其中1992年奥运会获得一枚铜牌。